# Antoni Tort (saltador)
Antoni Tort   (Barcelona, 1893 - segle XX) va ser un saltador català que va competir durant la dècada de 1920. Membre del Club Natació Barcelona, fou un dels pioners en els salts de palanca i de trampolí a Catalunya. En el seu palmarès destaquen el Campionat de Catalunya de trampolí (1924), de palanca (1922, 1924, 1925) i de salts variats (1926), així com el d'Espanya de salts de palanca (1923). El 1924 va prendre part en els Jocs Olímpics de París, on va disputar dues proves del programa de salts, el salt de palanca de 10 metres i la palanca alta. En ambdues quedà eliminat en sèries.